# Amblyseius euvertex
Amblyseius euvertex är en spindeldjursart som beskrevs av Wolfgang Karg 1983. Amblyseius euvertex ingår i släktet Amblyseius och familjen Phytoseiidae. Inga underarter finns listade i Catalogue of Life.